# Elymnias timorensis
Elymnias timorensis är en fjärilsart som beskrevs av Hans Fruhstorfer 1907. Elymnias timorensis ingår i släktet Elymnias och familjen praktfjärilar. Inga underarter finns listade i Catalogue of Life.